# Dom nr 155 w Jarkowicach
Dom nr 155 w Jarkowicach – zabytkowy dom mieszkalny pod numerem 155 znajdujący się w powiecie kamiennogórskim, w Jarkowicach. Powstał w 1783 roku.